# Trevor Jacob
Trevor Jacob (West Hills (Los Angeles), 6 augustus 1993) is een Amerikaanse snowboarder, hij is gespecialiseerd op de snowboardcross. Hij vertegenwoordigde zijn vaderland op de Olympische Winterspelen 2014 in Sotsji.

## Carrière
Bij zijn wereldbekerdebuut, in januari 2010 in Calgary, scoorde Jacob direct wereldbekerpunten. De Amerikaan beoefende geruime tijd diverse snowboardonderdelen, in 2012 besloot hij zich volledig te focussen op het onderdeel snowboardcross. In maart 2013 eindigde hij in Arosa voor de eerste maal in zijn carrière in de top tien van een wereldbekerwedstrijd. Op 12 januari 2014 boekte Jacob in Andorra la Vella zijn eerste wereldbekerzege. Tijdens de Olympische Winterspelen van 2014 in Sotsji eindigde de Amerikaan als negende op de snowboardcross.
Op de FIS wereldkampioenschappen snowboarden 2015 in Kreischberg eindigde Jacob op de 45e plaats op het onderdeel snowboardcross.

## Opzettelijke vliegtuigcrash

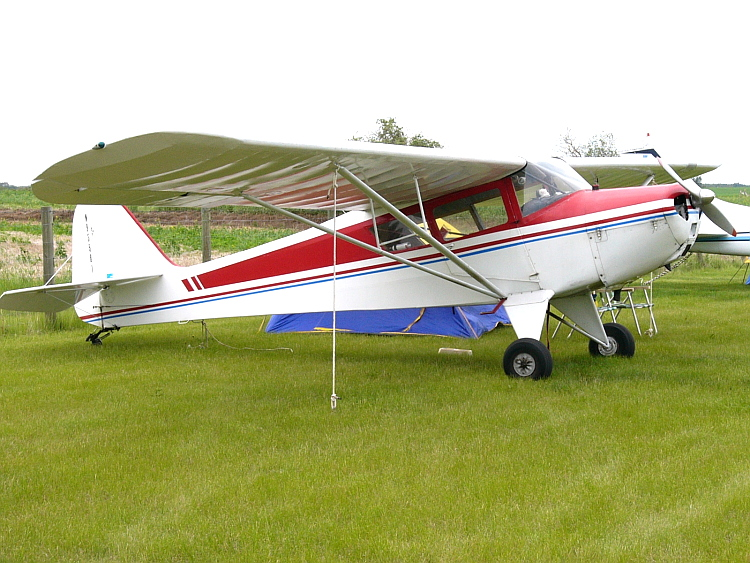
Een Taylorcraft B gelijkend op het gecrashte vliegtuig van Jacob

Jacob plaatste in december 2021 een YouTube-video waar te zien was dat hij uit een sportvliegtuig sprong door middel van een parachute. Hij beweerde dat de motor defect was. De Federal Aviation Administration trok zijn vliegbrevet in nadat uit onderzoek was vastgesteld dat hij het vliegtuig opzettelijk had laten neerstorten met als enig doel dit te filmen. In mei 2023 bekende Jacob schuld aan "belemmering van de rechtsgang", omdat hij het vliegtuigwrak zonder toestemming of toezicht had afgevoerd, terwijl hij tegen federale onderzoekers hierover had gelogen. Hij gaf toe dat hij het vliegtuig opzettelijk had laten neerstorten uit oogpunt van roem en geldwinst. Hij werd veroordeeld tot zes maanden gevangenisstraf.

## Resultaten

### Olympische Winterspelen
| Jaar | Plaats | Resultaten        |
| ---- | ------ | ----------------- |
| 2014 | Sotsji | 9e Snowboardcross |

### Wereldkampioenschappen
| Jaar | Plaats      | Resultaten         |
| ---- | ----------- | ------------------ |
| 2015 | Kreischberg | 45e Snowboardcross |

### Wereldbeker
Eindklasseringen
| Seizoen   | Algm | SBX | HP  |
| --------- | ---- | --- | --- |
| 2009/2010 | 261e | –   | 87e |
| 2012/2013 | –    | 23e | –   |
| 2013/2014 | –    | 15e | –   |
| 2014/2015 | –    | 41e | –   |

Wereldbekerzeges
| Datum           | Plaats           | Onderdeel      |
| --------------- | ---------------- | -------------- |
| 12 januari 2014 | Andorra la Vella | Snowboardcross |